# Dobrușîne (Sakî)
Dobrușîne (în ucraineană Добрушине) este localitatea de reședință a comunei Dobrușîne din raionul Sakî, Republica Autonomă Crimeea, Ucraina.

## Demografie
Componența lingvistică a localității Dobrușîne
     Rusă (64,28%)
     Ucraineană (19,18%)
     Tătară crimeeană (14,49%)
     Alte limbi (0,16%)
Conform recensământului din 2001, majoritatea populației localității Dobrușîne era vorbitoare de rusă (64,28%), existând în minoritate și vorbitori de ucraineană (19,18%) și tătară crimeeană (14,49%).